# 엄재용
엄재용(1965년~)는 대한민국의 MBC 스포츠PD 였고 SBS의 전직 보도본부 기자이다. SBS에서 정치부, 사회부, 편집부, 전국부 기자로 근무하였으며 편성PD를 거쳐 정책팀장을 지냈다. 이후 SBS 계열사인 SBS콘텐츠허브 국내사업실장과 dmc 미디어 부사장으로 근무했다. 2023년 티캐스트로 이직해서 경영지원실장을 거쳐 티캐스트 대표이사로 근무하고 있다.

## 학력
- 1972년 강원도 영월 봉래국민학교 입학
- 1978년 혜화국민학교 졸업
- 1981년 보성중학교 졸업
- 1984년 홍대부고 졸업
- 1990년 서울대학교 법과대학 공법학과 졸업

## 경력
- 1991년 MBC 스포츠국 입사
- 1995년 SBS에 입사

```
 보도국 정치부, 사회부, 편집부, 전국부
```

- 2001 SBS 편성PD
- 2005 SBS 정책팀 차장
- 2012 SBS 정책팀장
- 2014 SBS콘텐츠허브 국내사업실장
- 2018 DMC미디어 부사장
- 2020 SBS 정책위원
- 2023 티캐스트 경영지원실장
- 2024 티캐스트 대표이사